# NGC 1839
NGC 1839 (również ESO 56-SC63) – gromada otwarta powiązana z mgławicą emisyjną, znajdująca się w gwiazdozbiorze Złotej Ryby. Należy do Wielkiego Obłoku Magellana. Odkrył ją John Herschel 23 listopada 1834 roku, być może wcześniej obserwował ją James Dunlop 5 września 1826 roku.